# Archaeonympha drepana
Espèce
Archaeonympha drepana est un insecte lépidoptère appartenant à la famille  des Riodinidae et au genre Archaeonympha.

## Dénomination
Archaeonympha drepana a été décrit par Henry Walter Bates en 1868 sous le nom de Theope drepana.
Synonymes : Comphotis sinuata Stichel, 1925 ; et Bridges, 1994.

### Nom vernaculaire
Il se nomme Drepana Metalmark en anglais.

## Description
Archaeonympha drepana est un papillon au dessus bleuté, suffusé d'ocre, aux antérieures bordées d'ocre, plus largement chez la femelle que chez le mâle alors que les postérieures sont bordées d'une fine ligne ocre. Le revers est ocre avec une ligne submarginale d'ocelles pupillés de noir.

## Biologie
Leur biologie n'est pas connue

## Écologie et distribution
Archaeonympha drepana est présent en Guyane, dans l'ouest du Brésil et le sud-est du Pérou.

### Protection
Pas de statut de protection particulier.